# 霍图·马图阿
霍图·马图阿（拉帕努伊语：Hotu Matuꞌa）是拉帕努伊（复活节岛）传说中的第一位定居者和“阿里基·毛”（即“最高酋长”或“国王”），也是拉帕努伊人的祖先。霍图·马图阿和他的两艘独木舟（或一艘双体船）殖民队伍是来自现在未知的希瓦之地的波利尼西亚人（可能是马克萨斯群岛）。他们在阿纳基纳海滩登陆，随后他的人民在岛上扩展，按血统划分为不同的氏族，并在波利尼西亚三角的东南角这个孤立的岛屿家园生活超过1000年。